# Heliconia ortotricha
Heliconia ortotricha là một loài thực vật có hoa trong họ Heliconiaceae. Loài này được L.Andersson mô tả khoa học đầu tiên năm 1981.